# Vlag van Witmarsum

Vlag van Witmarsum

De vlag van Witmarsum is de dorpsvlag van het Nederlandse dorp Witmarsum, in de Friese gemeente Súdwest-Fryslân. Deze vlag is ontworpen door Klaes Sierksma. De vlag werd in 1955 aangenomen en in 1969 geregistreerd.
Bij gemeenteraadsbesluit van 19 april 1955 zijn een vlag vastgesteld voor de 27 dorpen van de vroegere gemeente Wonseradeel. Deze vlag is ontworpen door Klaes Sierksma.

## Ontwerp
De vlag bestaat uit drie verticale banen in het geel-blauw-zwart. Aan de mastzijde toont een blauwe verticale baan met daarin een wit blokje.

## Verklaring
De herkomst of betekenis van de kleuren geel, blauw en zwart is onduidelijk. De mastzijde toont de vlag van Wonseradeel, de gemeente waar Witmarsum eerder tot behoorde.

## Zie ook

Wapen van Witmarsum